# 로맨스 마마
"로맨스 마마"는 1968년 공개된 대한민국의 영화이다.

## 배역
- 조미령 : 이금련 역
- 신영균 : 김창기 역
- 남정임 : 은주 역
- 허장강 : 박 사장 역
- 도금봉 : 경순 역
- 이순재 : 현 역
- 김희준
- 장훈
- 김웅
- 안인숙
- 임왕